# جوردن غراهام
جوردن غراهام (بالإنجليزية: Jordan Graham) (5 مارس 1995 كوفنتري المملكة المتحدة - ) هو لاعب كرة قدم بريطاني يلعب كمهاجم.

## روابط خارجية
- جوردن غراهام على موقع قاعدة بيانات كرة القدم.إي يو (الإنجليزية)
- جوردن غراهام على موقع Soccerbase.com (لاعب) (الإنجليزية)
- جوردن غراهام على موقع Soccerway.com (الإنجليزية)